# Sabine Baring-Gould
Sabine Baring-Gould (ur. 28 stycznia 1834 w Exeter, zm. 2 stycznia 1924 w Lewtrenchard) – angielski hagiograf, antykwarysta i powieściopisarz. 
W latach 1852–1860 studiował w Clare College na Uniwersytecie Cambridge .
Jego bibliografia obejmuje ponad 1240 odrębnych tekstów, m.in. Curious Myths of the Middle Ages.